# Polizei (Vereinigtes Königreich)

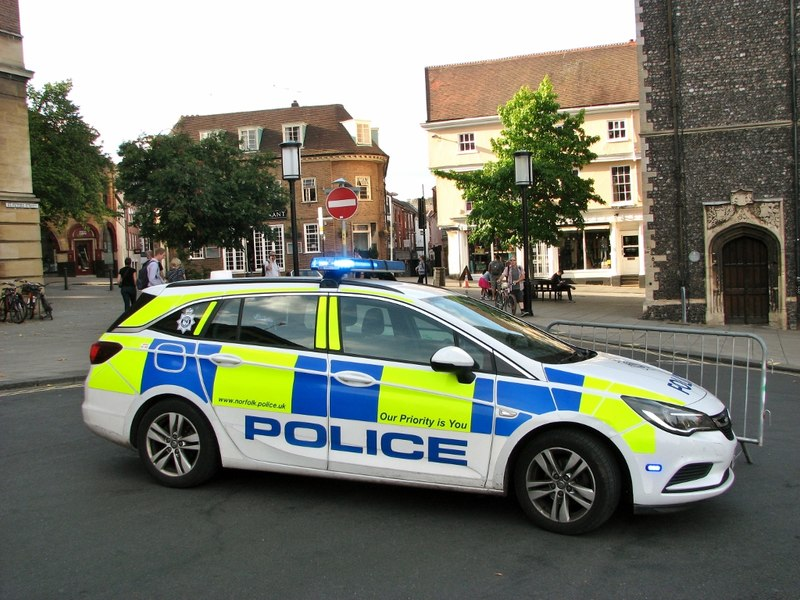
Streifenwagen der Verkehrspolizei der Norfolk Constabulary

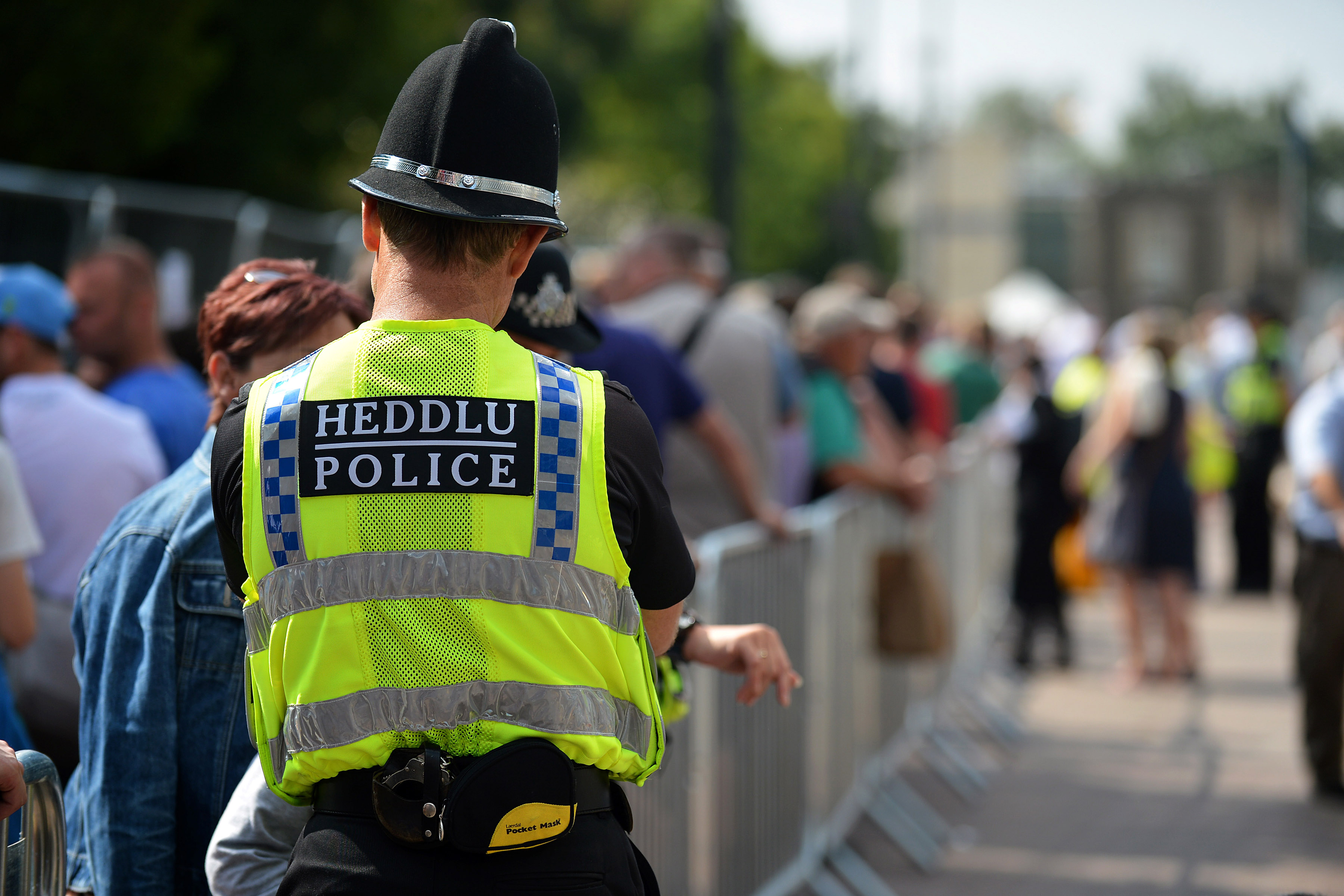
Walisischer Polizist

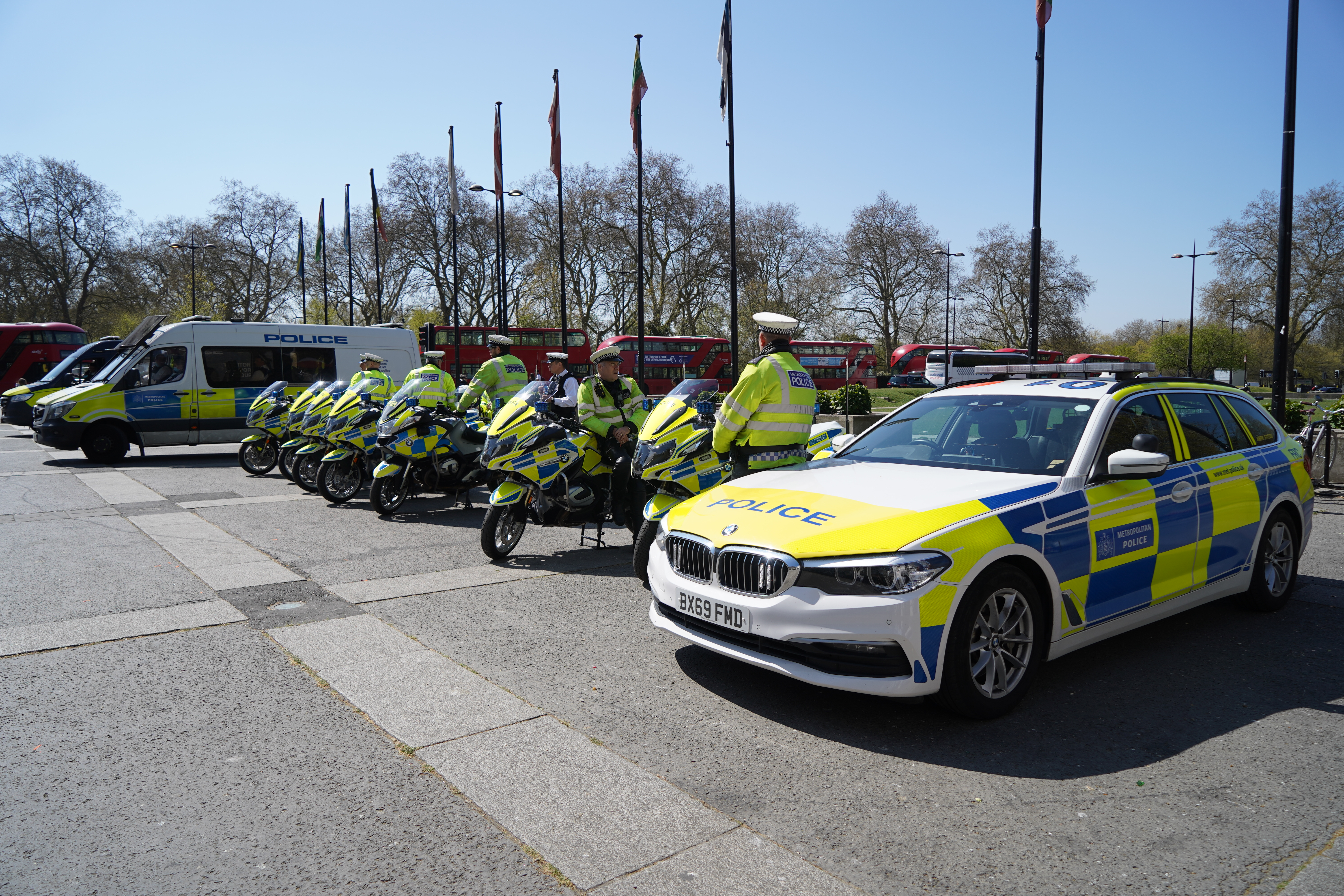
Streifenwagen der Schutzpolizei der Metropolitan Police

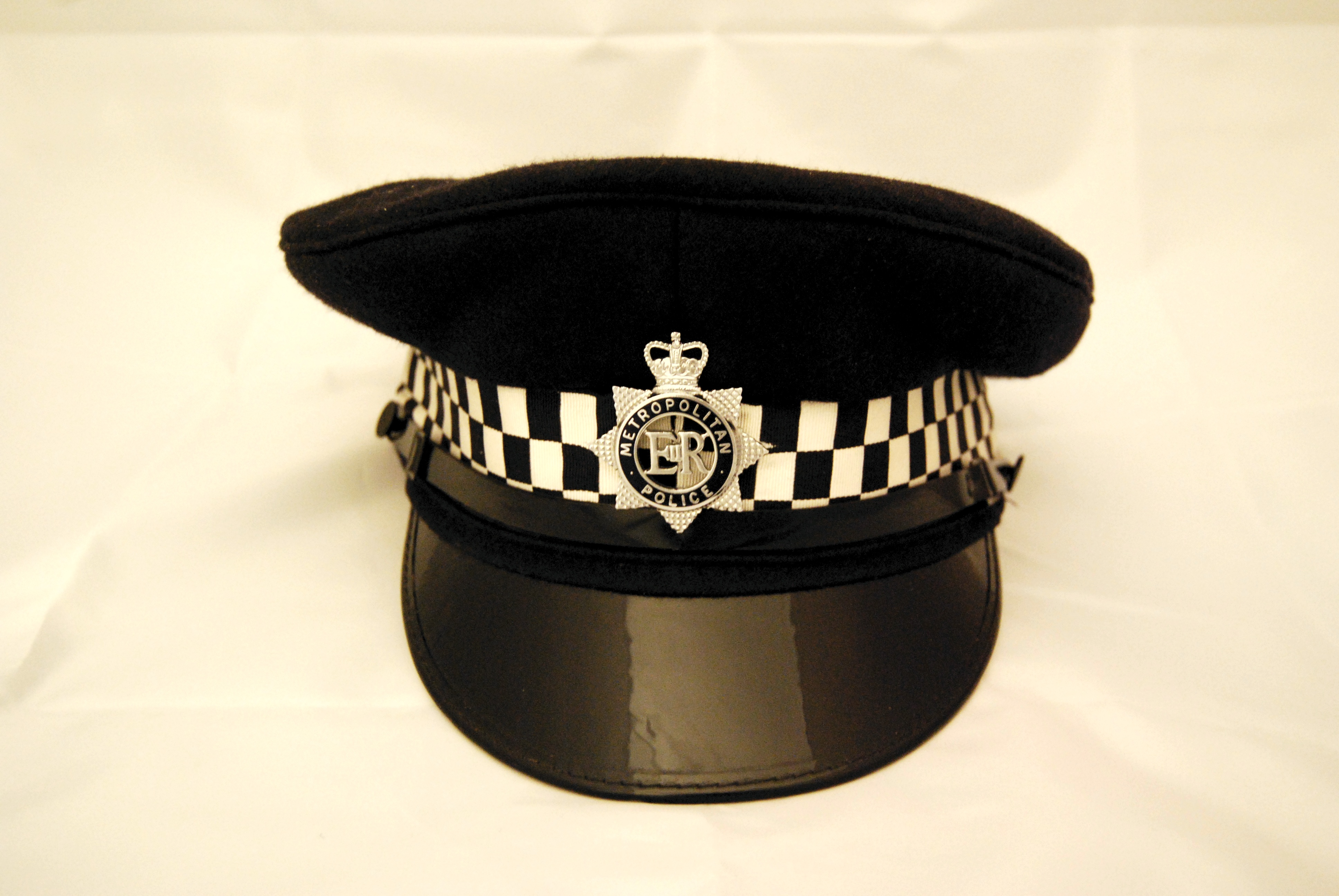
Kappe der Londoner Metropolitan Police, das Mützenband mit dem traditionellen Schachbrettmuster (Sillitoe Tartan)

Die Polizeibehörden im Vereinigten Königreich Großbritannien und Nordirland sind nicht einheitlich organisiert. Historisch haben sie sich, wie etwa auch in Frankreich, zum Teil aus zivilen und zum Teil aus militärischen Organisationen entwickelt.
Nach dem Innenminister Robert Peel, der im 19. Jahrhundert das britische Polizeisystem entscheidend geprägt hat, werden die Polizisten im Ausland oft Bobby genannt. Bobbys tragen traditionell keine Schusswaffen, sondern nur Schlagstöcke, sind aber seit den Terroranschlägen in London 2005 auch vermehrt mit Schusswaffe zu sehen.

## Struktur

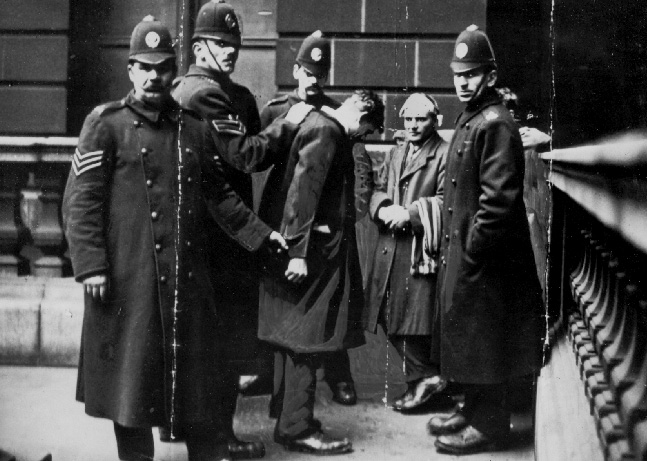
Bobbys bei einer Festnahme 1919

Die Mehrheit der Polizeien sind Territorial police forces (Territorialpolizei), die für einzelne Regionen des Vereinigten Königreichs zuständig und oft aus historischen Vorgängerorganisationen entstanden sind. Dieser Begriff der Territorialpolizei ist allerdings nicht gesetzlich definiert. Gleichbedeutend wird auch der Begriff Home Office Police verwendet. Dieser Begriff ist jedoch weniger aussagekräftig, da er außerhalb von England und Wales nicht zutreffend ist und Sonderpolizeien einschließt, die dem Innenministerium unterstehen. Die Territorialpolizeien sind jeweils eigenständige Behörden und einander gleichgestellt. Die Tatsache, dass der Metropolitan Police Service in London die älteste Kriminalpolizei in Großbritannien stellt (gegründet im Jahr 1829 im Gebäude Scotland Yard), hat dieser Behörde im Verlauf der Zeit ein großes Archiv und eine sehr umfangreiche Erfahrung in Sachen Kriminalitätsbekämpfung und Aufklärung von Verbrechen verschafft. Das führte dazu, dass schon früh Londoner Kriminalpolizeibeamte auch von anderen Polizeien in England und Wales um Amtshilfe gebeten wurden. Dienstbezirk einer Territorialpolizei ist der Polizeibezirk (police area).
Daneben gibt es die drei Special police forces (Sonderpolizei), die British Transport Police, die Civil Nuclear Constabulary und die Ministry of Defence Police. Die Sonderpolizeien sind nicht auf einen Bezirk, sondern auf ein Sachgebiet und das dazugehörige räumliche Gebiet festgelegt. So entsprechen zum Beispiel die Rechte der British Transport Police auf Bahngelände denen der Territorialpolizei und sind außerhalb dieses Geländes eingeschränkt. Diese Einschränkung gilt nicht bei Amtshilfe und Gefahr im Verzug. Die special constables (etwa: Sonderpolizisten) dagegen sind Polizeifreiwillige, die sowohl bei Territorial- als auch bei Sonderpolizeien Dienst tun.
Daneben gibt es auch private constabularies, die aufgrund historischer Rechte oder auf Grund des Common Law Polizei- oder Sicherheitsaufgaben ausüben. Sie sind auf bestimmte Gebiete oder Tätigkeiten, wie zum Beispiel Häfen und Parks, beschränkt. Vor dem Inkrafttreten des Serious Organised Crime and Police Act 2005 wurden sie ebenfalls als special police forces bezeichnet. Dieser Begriff wird für sie teilweise immer noch umgangssprachlich verwendet, obwohl er nicht mehr korrekt ist. Sie unterliegen nicht dem Polizeirecht, sondern anderen Vorschriften, die beispielsweise für Dock- oder Hafenanlagen gelten. Bis zum Inkrafttreten des Railways and Transport Safety Act 2003 war auch die British Transport Police in diesem Status tätig.
Ferner gibt es auch Vollzugsbehörden, die Vorschriften durchsetzen, ohne eine Polizeibehörde zu sein. Ihre Bediensteten haben auch nicht den Status eines Polizisten.
Die verschiedenen Polizeistrukturreformen haben dazu geführt, dass man nicht erkennen kann, ob ein Polizist dem Verteidigungs- oder dem Innenministerium unterstellt ist, da alle die gleiche Uniform tragen. Die Farben der Einsatzfahrzeuge unterscheiden sich nur im Verwendungszweck, nicht aber in ihrer Zugehörigkeit. Lediglich polizeieigene Luftfahrzeuge wie Hubschrauber sind von Polizei zu Polizei unterschiedlich lackiert.
Am Beispiel London lässt sich auch gut zeigen, wie die britische Polizei teilweise mit mehreren Behörden an einem Ort organisiert ist, da es hier vier Behörden mit Polizeigewalt gibt: die Metropolitan Police, die für die City of London zuständige City of London Police, die British Transport Police (Bahnpolizei) und die Harbour Authorithies (Hafenbehörden).
Unter dem Eindruck der Terroranschläge am 7. Juli 2005 in London wurde erneut versucht, auf nationaler Ebene die britischen Polizeien zu reformieren und im gesamten Königreich strukturell zu vereinheitlichen. Dies scheiterte am Einfluss konservativer und lokalpatriotischer politischer Kräfte, die die Ansicht vertraten, dass gerade dieses Ereignis gezeigt habe, wie hervorragend die verschiedenen Polizeien zusammenarbeiteten.

## Rechtsgrundlagen
Rechtliche Grundlagen für die Territorialpolizeien sind der Police Act 1964 für England und Wales, der Police and Fire Reform (Scotland) Act 2012 für Schottland und der Police (Northern Ireland) Act 2000 für Nordirland, mit welchem aber nur die Royal Ulster Constabulary in Police Service of Northern Ireland umbenannt wurde. Durch diese Gesetze sind die Rechte und Pflichten der Polizeibehörden festgelegt, wobei die vollen Rechte und Pflichten nur im jeweiligen Rechtsgebiet bestehen und in den beiden anderen Gebieten eingeschränkt sind. Dies gilt nicht, wenn die Polizei zur Amtshilfe in einem anderen Bezirk tätig wird oder Gefangene transportiert werden.

## Kennzeichnungspflicht
Siehe auch
Die Polizisten sind verpflichtet, eine Kennzeichnung zu tragen, die ihre Identifizierung ermöglicht. Die Ausgestaltung dieser Kennzeichnungspflicht ist regional geregelt und obliegt der jeweiligen Polizeiführung. Grundsätzlich trägt jeder Polizist ein Namensetikett oder eine Identifikationsnummer und sein Rangabzeichen. Ausnahmeregelungen bestehen für verdeckte Operationen, bei denen es beispielsweise notwendig ist, dass die Polizisten Zivilkleidung tragen.
Die Erfahrungen mit Demonstrationen anlässlich des G20-Gipfels in London im April 2009 führten zu der Erkenntnis, dass es notwendig sei, dass Polizisten im Dienst bei Demonstrationen gekennzeichnet sind.

## Dienstgrade
Bei den meisten Polizeibehörden gibt es die Dienstgrade Constable, Sergeant, Inspector, Chief Inspector, Superintendent, Chief Superintendent, Assistant Chief Constable, Deputy Chief Constable und Chief Constable. Den Dienstgraden Constable bis Chief Superintendent wird dabei ein „Police“ für uniformierte oder ein „Detective“ bei nicht-uniformierten Beamten vorangestellt. Dienstgrade ab Assistant Chief Constable werden als Senior Officers bezeichnet. In diesem Bereich haben einige Behörden zusätzliche oder abweichende Bezeichnungen. Teilweise gibt es auch weniger Dienstgrade bei Hafenpolizeibehörden.

## Polizeibehörden

### England

#### London Region
- City of London Police
- Metropolitan Police Service

#### Eastern Region
- Bedfordshire Police
- Cambridgeshire Constabulary
- Essex Police
- Hertfordshire Constabulary
- Norfolk Constabulary
- Suffolk Constabulary

#### South East Region
- Hampshire Constabulary
- Kent Police
- Surrey Police
- Sussex Police
- Thames Valley Police

#### South West Region
- Avon & Somerset Constabulary
- Devon & Cornwall Constabulary
- Dorset Police
- Gloucestershire Constabulary
- Wiltshire Constabulary

#### East Midlands Region
- Derbyshire Constabulary
- Leicestershire Constabulary
- Lincolnshire Police
- Northamptonshire Police
- Nottinghamshire Police

#### West Midlands Region
- Staffordshire Police
- Warwickshire Police
- West Mercia Constabulary
- West Midlands Police

#### North East Region
- Cleveland Police
- Durham Constabulary
- Humberside Police
- North Yorkshire Police
- Northumbria Police
- South Yorkshire Police
- West Yorkshire Police

#### North West Region
- Cheshire Constabulary
- Cumbria Constabulary
- Greater Manchester Police
- Merseyside Police
- Lancashire Constabulary

### Schottland
- Police Service of Scotland

### Wales
- Dyfed-Powys Police (walisisch: Heddlu Dyfed Powys)
- Gwent Police (walisisch: Heddlu Gwent)
- North Wales Police (walisisch: Heddlu Gogledd Cymru)
- South Wales Police (walisisch: Heddlu De Cymru)

### Nordirland
- Police Service of Northern Ireland

### Sonderpolizei
- British Transport Police
- Civil Nuclear Constabulary
- Ministry of Defence Police

### Nationale Ebene
- National Crime Agency
- Royal Military Police